# Corine Stübi
Corine Stuebi, née en 1977 en Allemagne, est une artiste vidéaste allemande.

## Biographie
Elle vit et travaille en Suisse. C’est une vidéaste qui axe son travail sur la compréhension des codes et des signes médiatiques contemporains. Elle aborde pour cela la compréhension des adolescents de ces signes, car pour eux, les signes extérieurs ont une signification importante et ils les décodent naïvement. Elle s’inspire de la culture médiatique et télévisuelle actuelle, tout comme des vidéoclips par exemple. 

## Quelques-unes de ses œuvres
- Working Girl, 2004, 4 min 56 s, musique Amon Tobin, Proper Hoodidge
- Jason, 2006
- M16, 2006
- Motion accident sculptures, 2007
- Marilyn, 2006
- Black Lead, 2006
- Rocker, 2004
- Pleasur Island, 2005

## Prix
- Festival international Kurzfilmtage d’Oberhausen
- Vidéoforme en 2006

## Expositions solos et expositions de groupes
2008
- 100 Tage = 100 Videos, GL Strand, Kopenhagen (DK), du 21.09.2007 au  27.01.2008
- Under my skin, Galerie Magda Danysz, Paris, du 12.01 au 9.02.2008

2007
- Do billboards dream of electric screen?, Trampolin, Manchester (UK)
- Lady's night, best female directors, Pin-Up, London
- The communism of forms: sound + image + time, Galeria Vermelho, Sao Paulo (BR)
- Les jolis mauvais jours Corine Stübi, Le Cube, Issy-les-Moulineaux (F) (exposition solo)
- Swiss Art Award 2007, Halle 3, ART Basel (CH)
- To be continued...Was macht Video anders?, Galerie Anita Beckers, Frankfurt a.M (D)
- sous influences, ADN galeria, Barcelona (E)
- Performing Media, Best of KHM, Stand E/50, ART Cologne (D)
- Oberhausen on Tour: MuVi Award 2004-06, BFI Southbank, London (UK)
- Videonale 11, Kunstmuseum Bonn (D)
- Sous influences, Galerie Magda Danysz, Paris (F)
- Normal Love / sexual semiotics, Künstlerhaus bethanien, Berlin (D)
- soirée mécanique I, Phaenomenale 2007, Kunstverein Wolfsburg (D)
- Weibliche Vorlieben, Pasinger Fabrik, Munich (D)

## DVD
- Dvd talents le cube – septembre 2006
- SHOWREEL.01, 53 projects on audiovisual design, Daab Publishing, Cologne, 15 août 2006.  (ISBN 3-937718-95-8)